# 马特·达蒙
馬修·佩吉·「麥特」·戴蒙（英語：Matthew Paige "Matt" Damon，/ˈdeɪmən/，1970年10月8日—）是一位美國男演員、編劇，出生於马塞諸塞州劍橋市。
戴蒙曾一度進入哈佛大學就讀，但卻因想持續投入演藝界，在學分未修滿的情況下肄業前往洛杉磯發展。戴蒙與好友，同時也是演員的班·艾佛列克因為撰寫了電影《心靈捕手》劇本而獲得奥斯卡金像奖的最佳原著劇本獎，而他本人也因同一部電影而獲得最佳男主角獎的入圍提名。主要代表作有《搶救雷恩大兵》、《天才雷普利》、《谍影重重》系列、《盜海豪情》系列、《无间道风云》和《火星救援》等片。
戴蒙目前娶了露西安娜·寶珊·巴羅佐（Luciana Bozán Barroso）為妻，並且有了四個女兒，包括巴羅佐前任婚姻的一个女兒。戴蒙曾獲得多項大獎，並也位居於總收入最高的前25名演員的排行榜內。

## 早年生活
马特·戴蒙出生於马萨诸塞州劍橋市，父親肯特·T·戴蒙是一名房地产经纪人，母親南茜·卡爾森·佩吉是一名幼童教育學教授，父母兩人都是出生於美國但擁有不列顛、芬蘭和德國血統的人。在Mail on Sunday的採訪中，戴蒙曾說他的祖父可能是他目前看過最令人敬佩的人，戴蒙說：「我的祖父是芬蘭人，一個相當驕傲的人，他從來不對任何人要求援助，後來當他還是小男孩時就移民至美國，在當時經濟不景氣的情況下靠賣鞋維生。我的祖父是相當特別的。」戴蒙還有一個兄弟Kyle，目前是個熟練的雕刻家和藝術家，戴蒙一家人曾住在紐頓兩年，後來父母分開後隨著母親及兄弟搬到劍橋市。
戴蒙當時的鄰居就是好朋友班·艾佛列克以及作家霍華德·津恩，戴蒙曾經使用津恩暢銷書《A People's History of the United States》中的內容當作《心靈捕手》中角色的對話。後來戴蒙還曾經為津恩的紀錄片《霍華德·津恩：你不能在行駛的火車上保持中立》以及語音版本的《A People's History of the United States》做講解。
戴蒙曾經上劍橋唯一的公立高中Cambridge Rindge and Latin School，他在1988年畢業並且於同年上到哈佛大學，主修英文，戴蒙原本可以在1992年畢業，但是為了當演員，在曠課過多的情況下，最後並沒有順利畢業。

## 演員生涯
戴蒙最初的拍攝的電影是浪漫喜劇《現代灰姑娘》，當年他16歲。不過他之後所演出的大多都是小角色，一直到1993年電影《印第安傳奇》，他終於演出戲份較多的角色。之後在1996年電影《火線勇氣》當中，戴蒙飾演一個沉溺於海洛因的士兵，也因此戴蒙被要求必須在100天之內減掉40磅 (相當於18公斤)的體重，為的只是要拍兩天的戲。戴蒙必須靠著自我意志以及健康的食物療法減重，在拍片過後戴蒙被告知他很幸運他並沒有逃避，不過之後幾年他必須靠著藥物恢復體重以至於腎上腺壓力增加，但是戴蒙也聲明這可以證明他是如何勤勉的去詮釋這角色。
戴蒙與班·艾佛列克是相當要好的好朋友，他們也一起演出過許多片子，之後他們打算寫出一個關於數學天才的故事，並且進展至好萊塢。後來包括集寫作、執導與演戲於一身的羅伯·雷納、劇作家威廉·戈德曼，以及他們的朋友劇作家兼導演的凱文·史密斯，戴蒙與艾佛列克與他們也交換討論劇本的意見，之後這個劇本就成為了戴蒙與艾佛列克的成名作《心靈捕手》，為兩人贏得九項奧斯卡大獎的提名，並且讓兩人獲得奧斯卡最佳原創劇本獎。戴蒙因此入圍奧斯卡最佳男主角獎 (另一演員羅賓·威廉斯也入圍且獲得奧斯卡最佳男配角獎)，當時戴蒙與艾佛列克都各只有五十萬美元片酬，但是該片的票房超過2.25億美元。後來名導演史蒂芬·史匹柏看了《心靈捕手》後，也請戴蒙參與《搶救雷恩大兵》的演出，飾演二等兵詹姆斯·雷恩。

戴蒙之後與艾佛列克以及克里斯·摩爾創立了綠燈計畫，主要是找尋值得投資新穎電影製作計畫，之後關於這個製作計劃的電視紀錄節目曾經三度問鼎艾美獎。

戴蒙最有名的就是他飾演多種類的角色，包括《天才雷普利》中的兩性謀殺兇手湯姆·雷普利、與艾佛列克演的《怒犯天條》的墜落天使、《當我們黏在一起》中的連體嬰，或是與凱西·艾佛列克和高斯·范·聖特所編寫的《痞子逛沙漠》。不過戴蒙最成功的作品是兩大系列的電影，包括神鬼認證三部曲中的失憶殺手傑森·包恩，根據1980年代暢銷作家勞勃·勒德倫作品而成的《神鬼認證》、《神鬼認證：神鬼疑雲》、《神鬼認證：最後通牒》；瞞天過海三部曲中年輕樂觀的小偷萊納斯·卡得威，該系列與大卡司喬治·克隆尼、布萊德·彼特、茱莉亞·羅勃茲合作，包括《瞞天過海》、《瞞天過海2：長驅直入》、《瞞天過海：十三王牌》。

在其他戴蒙所有的角色中，包括特里·吉列姆執導的奇幻冒險片《神鬼剋星》中的威爾‧葛林姆、《諜對諜》中的分析師。最近的影片包括勞勃·狄尼洛作品《特務風雲：中情局誕生秘辛》中的CIA幹員，或是改編自香港無間道系列、馬丁·斯科西斯執導的奧斯卡得獎影片《神鬼無間》中臥底於麻塞諸塞州警局的黑幫混混。2007年戴蒙飾演肯尼斯·洛勒根執導電影《瑪格麗特》中的配角，也參與法蘭西斯·柯波拉的《第3朵玫瑰》中的客串角色。
2015年主演雷德利·斯科特执导的科幻剧情片《火星救援》赢得国家评论协会奖最佳男主角奖和第73届金球奖最佳音乐喜剧类男主角奖，以及奥斯卡最佳男主角提名。

### 片酬與票房收入
在麥特·戴蒙演出的電影當中，戴蒙飾演主角或配角的電影總票房收入為19億2千萬美元至22億8千萬美元。富比士雜誌曾於2007年8月做統計，計算所有演員演出的電影票房及片酬的關係，戴蒙是男演員當中最賺錢的演員，平均投資在戴蒙身上1塊錢就可回賺29塊錢，尤其是戴蒙最近演出的三部電影。

## 私人生活

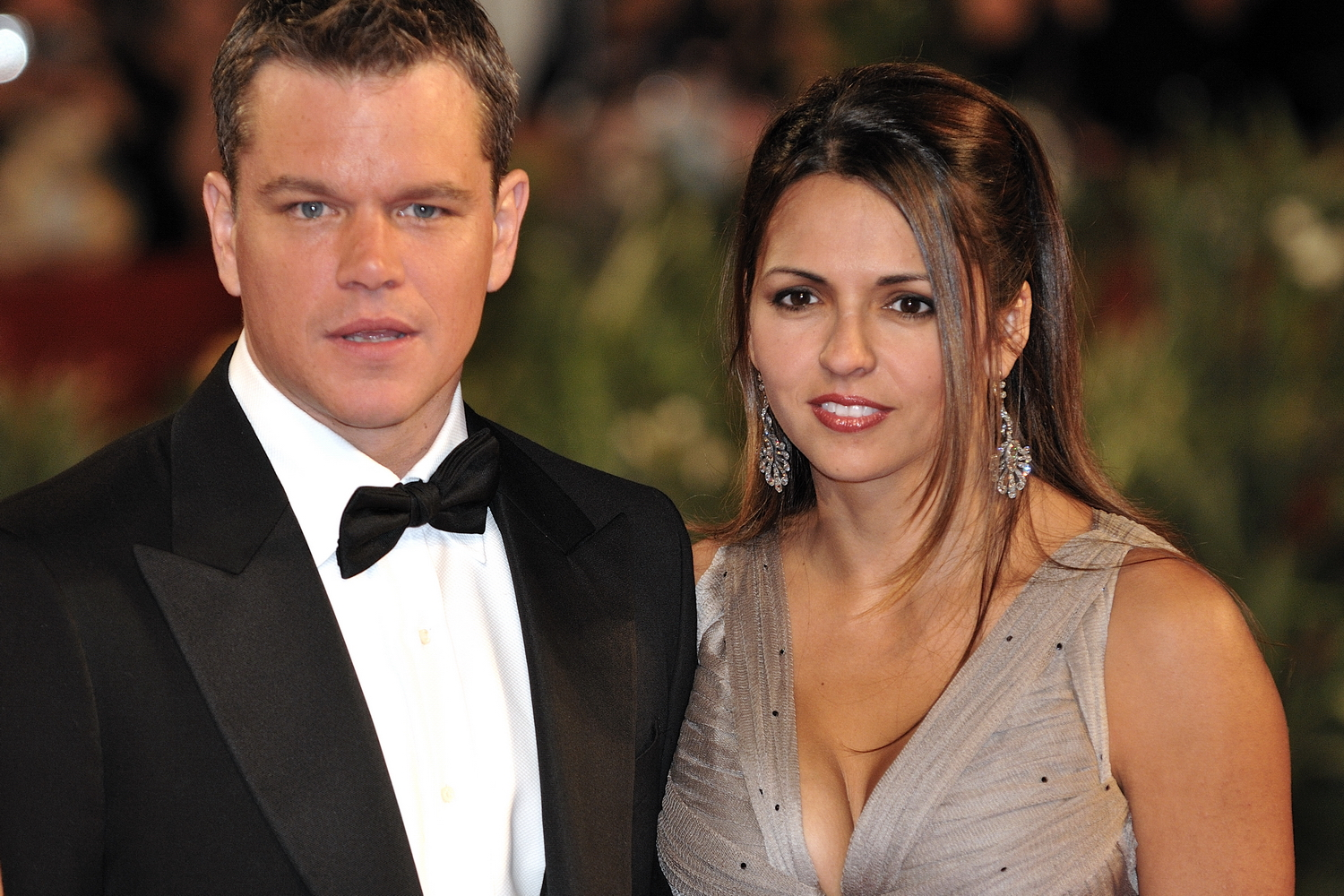
2009年9月7日他与妻子露西亞娜一起出席威尼斯国际电影节

當在拍攝《當我們黏在一起》時，戴蒙在邁阿密遇到了一位在阿根廷出生的女子露西亞娜·波珊·巴羅索（Luciana Bozan Barroso），當時她是一位酒保。兩人墜入情網並在2005年12月9日於紐約市政廳舉行婚禮，戴蒙也成了巴羅索前任婚姻中所生的女兒艾莉西亞（Alexia）的繼父。戴蒙夫婦在2006年生下了他們第一個女兒。2008年，露西亞娜生下女兒；2010年她又生下两人的第三个女儿。
戴蒙曾經與許多女演員傳過緋聞，例如他曾經與女演員薇諾娜·瑞德交往了三年，也曾與班·艾佛列克的私人助理奧黛莎·懷曼爾（Odessa Whitmire）交往（2001年－2003年）。戴蒙也和《心靈捕手》女主角蜜妮·卓芙（Minnie Driver）交往過，不過據傳聞戴蒙在奧普拉·溫芙瑞秀宣佈已經分手，但是兩方演員都一再否定。後來媒體傳聞戴蒙和女演員伊娃·曼德絲（Eva Mendes）約會，不過兩方皆否認，曼德絲證實說「那不是真的」。
戴蒙與他的好友班·艾佛列克都是死忠的波士頓紅襪隊球迷。在早年為演員事業疲於奔命時，曾與班·艾佛列克共用一個銀行帳戶。
因紐約的家曾淹水，在其後大掃除時不慎遺失奧斯卡獎座。

## 慈善事業
戴蒙與喬治·克隆尼及布萊德·彼特都是One Campaign組織的支持者，這個組織是專門致力於第三世界消除貧窮及對抗愛滋的組織。戴蒙主要是在組織的宣傳照及電視廣告中力行。
戴蒙也是GreenDimes.com委員會的成員之一，這個組織的宗旨是嘗試停止垃圾郵件傳遞。在2007年4月20日的奧普拉·溫芙瑞秀中，戴蒙也舉出這個組織的目標是阻止許多樹木被砍到，所該做的只是在垃圾信件或信封上的努力。戴蒙曾說：「每天一角錢就可以阻止每70分的垃圾郵件寄到你家。這是件相當簡單、容易的事，而這也可以做成一個很好的禮物，事實上我也替全家報名了。對我而言這就是我的禮物，我銘記著我現在也是公司委員會的成員之一了。」
戴蒙也是坐視要管組織的創立者之一，這個組織是希望聚集全球資源以及注意力，並阻止殘害群眾的行為，例如達爾富爾衝突。其他創辦者包括布萊德·彼特、喬治·克隆尼、唐·奇鐸以及杰瑞·温特劳布。戴蒙也是非洲水資源基金會的創立者之一，這組織也是奔馳撒哈拉探險的慈善力量。

## 獎項與榮譽

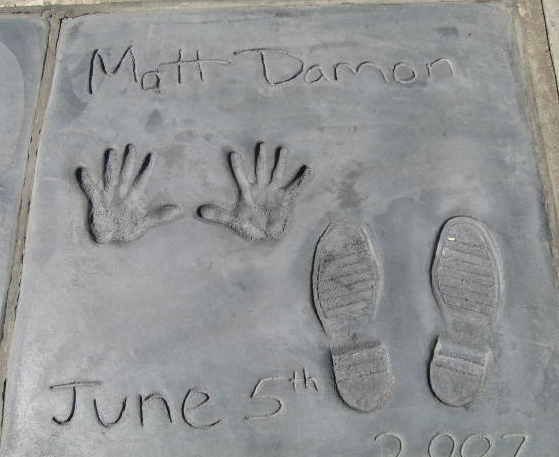
麥特·戴蒙於好萊塢戲院留下足跡

- 戴蒙與好友班·艾佛列克一起寫作的《心靈捕手》獲得奧斯卡多項大獎，戴蒙也入圍了奧斯卡最佳男主角獎，戴蒙也贏得了奧斯卡最佳原創劇本獎。
- 2007年7月25日，麥特·戴蒙正式成為好萊塢星光大道上第2343位留名的人，戴蒙也對此榮譽做了回應，他說：「在我的人生當中有些時段是相當重要的，而這階段看起來也是重大過程的其中之一。」
- 戴蒙曾四度獲得美國演員工會獎以及七度獲得MTV影視大獎的提名，戴蒙也曾經因為他所創辦的綠燈計畫而三度問鼎艾美獎。
- 戴蒙在2007年被時人雜誌選為年度最性感男人。
- 戴蒙在2010年曾為一部美國紀錄片《幕後黑手》擔任電影主旁白，該部電影紀錄片榮獲2011年奧斯卡最佳紀錄片獎。
- 戴蒙在2015年所擔綱演出的商業型科幻片《絕地救援》叫好又叫座，除了票房亮眼賣座外，也獲得國家評論協會獎最佳男主角獎與金球獎最佳音樂及喜劇類電影男主角獎，也第二度入圍了奧斯卡最佳男主角獎。